# Herpochoria
Herpochoria – rozsiewanie się diaspor na skutek wykonywania ruchów pełzających; zjawisko to występuje rzadko i nie ma większego znaczenia. Zwykle diaspory wyposażone są w ości lub włoski, wykonujące ruchy pod wpływem zmian wilgotności i w ten sposób przesuwające diasporę po podłożu. Rozsiewają się w ten sposób m.in. szczotlicha Corynephorus i jęczmień Hordeum. Diaspory niektórych roślin (np. iglicy Erodium i ostnicy Stipa) mają zgięte ości, skręcone śrubowato pod zgięciem. Wykonując ruchy higroskopijne skręcają się i rozkręcają (a więc skracają i wydłużają) w zależności od zmian wilgotności środowiska. Jeśli trafią na podporę, mogą wkręcać część diaspory w podłoże.